# Интерактивные подходы
Интерактивный подход — это определенный тип деятельности учащихся, связанный с изучением учебного материала в ходе интерактивного урока.

## Интерактивные подходы
Костяком интерактивных подходов являются интерактивные упражнения и задания, которые выполняются учащимися. Основное отличие интерактивных упражнений и заданий от обычных в том, что они направлены не только и не столько на закрепление уже изученного материала, сколько на изучение нового. Современная педагогика богата целым арсеналом интерактивных подходов, среди которых можно выделить следующие:
- Творческие задания
- Работа в малых группах
- Работа в парах
- Обучающие игры (ролевые игры, имитации, деловые игры и образовательные игры)
- Использование общественных ресурсов (приглашение специалиста, экскурсии)
- Социальные проекты и другие внеаудиторные методы обучения (социальные проекты, соревнования, радио и газеты, фильмы, спектакли, выставки, представления, песни и сказки)
- Разминки
- Изучение и закрепление нового материала (интерактивная лекция, работа с наглядными пособиями, видео- и аудиоматериалами, «ученик в роли учителя», «каждый учит каждого», мозаика (ажурная пила), использование вопросов, Сократический диалог)
- Обсуждение сложных и дискуссионных вопросов и проблем («Займи позицию (шкала мнений)», ПОПС-формула, проективные техники, «Один — вдвоем — все вместе», «Смени позицию», «Карусель», «Дискуссия в стиле телевизионного ток-шоу», дебаты, симпозиум)
- Разрешение проблем («Дерево решений», «Мозговой штурм», «Анализ казусов», «Переговоры и медиация», «Лестницы и змейки»)
- Кейс-метод
- Презентации

Ведущими признаками интерактивного взаимодействия являются:
- Многоголосье. Это возможность каждого участника педагогического процесса иметь свою индивидуальную точку зрения по любой рассматриваемой проблеме.
- Диалог. Диалогичность общения педагога и учащихся предполагает их умение слушать и слышать друг друга, внимательно относиться друг к другу, оказывать помощь в формировании своего видения проблемы, своего пути решения задачи.
- Мыследеятельность. Она заключается в организации активной мыслительной деятельности педагога и учащихся. Не трансляция педагогом в сознание учащихся готовых знаний, а организация их самостоятельной познавательной деятельности.
- Смыслотворчество. Это процесс осознанного создания учащимися и педагогом новых для себя смыслов по изучаемой проблеме. Это выражение своего индивидуального отношения к явлениям и предметам жизни.
- Свобода выбора.
- Создание ситуации успеха. Ведущие условия для создания ситуации успеха — позитивное и оптимистичное оценивание учащихся.
- Рефлексия. Это самоанализ, самооценка участниками педагогического процесса своей деятельности, взаимодействия.

## Творческие задания
Под творческими заданиями мы будем понимать такие учебные задания, которые требуют от учащихся не простого воспроизводства информации, а творчества, поскольку задания содержат больший или меньший элемент неизвестности и имеют, как правило, несколько подходов.
Творческое задание составляет содержание, основу любого интерактивного метода. Творческое задание (особенно практическое и близкое к жизни обучающегося) придает смысл обучению, мотивирует учащихся. Неизвестность ответа и возможность найти своё собственное «правильное» решение, основанное на своем персональном опыте и опыте своего коллеги, друга, позволяют создать фундамент для сотрудничества, сообучения, общения всех участников образовательного процесса, включая педагога.
Выбор творческого задания сам по себе является творческим заданием для педагога, поскольку требуется найти такое задание, которое отвечало бы следующим критериям:
- не имеет однозначного и односложного ответа или решения
- является практическим и полезным для учащихся
- связано с жизнью (с предстоящей трудовой деятельностью) учащихся
- вызывает интерес у учащихся
- максимально служит целям обучения

Если учащиеся не привыкли работать творчески, то следует постепенно вводить сначала простые упражнения, а затем все более сложные задания.

## Работа в малых группах
Работа в малых группах — это одна из самых популярных стратегий, так как она дает всем учащимся (в том числе и стеснительным) возможность участвовать в работе, практиковать навыки сотрудничества, межличностного общения (в частности, умение активно слушать, вырабатывать общее мнение, разрешать возникающие разногласия). Все это часто бывает невозможно в большом коллективе. Работа в малой группе — неотъемлемая часть многих интерактивных методов, например таких, как мозаика, дебаты, общественные слушания, почти все виды имитаций и др.

При организации групповой работы, следует обращать внимание на следующие её аспекты. Нужно убедиться, что учащиеся обладают знаниями и умениями, необходимыми для выполнения группового задания. Нехватка знаний очень скоро даст о себе знать — учащиеся не станут прилагать усилий для выполнения задания. Надо стараться сделать свои инструкции максимально четкими. Маловероятно, что группа сможет воспринять более одной или двух, даже очень четких, инструкций за один раз, поэтому надо записывать инструкции на доске и (или) карточках. Надо предоставлять группе достаточно времени на выполнение задания.